# HJ-Bann B
Für Blinde wurde 1934 ein „Sonderbann“ der Hitlerjugend zugelassen, der HJ-Bann B. Die Initiative dazu ging von Eduard Bechthold, dem Leiter der Blindenanstalt Halle und NSDAP-Mitglied, aus.
Bechtholt sagt 1940 resümierend in einer Rede:

„Unsere Bemühungen sind gemeinsam mit der HJ. des Bannes B. mit Erfolg gekrönt worden. Wir haben den neuen deutschen Typ des blinden Jungen und Mädel geschaffen. Wer diese Jugend in den Lagern der HJ. des Bannes B. gesehen hat, hat das empfunden.“

Schon in den ersten Wochen der NS-Herrschaft, am 28. Februar 1933, war in der Staatlichen Blindenanstalt Berlin-Steglitz eine HJ-Gruppe gegründet worden.
Im Dezember 1933 erschien an der Steglitzer Blindenschule der Weckruf, der sich im Untertitel „Mitteilungsblatt für die Hitler-Jugend aller deutschen Blindenanstalten“ nannte.  Das Blatt wurde in Punktschrift gedruckt, musste aber aus Zensurgründen in Schwarzschrift übertragen werden. 1934 wurde der Weckruf zum amtlichen Organ der Reichs-Jugendführung für die blinde Hitler-Jugend (Zeitschrift für die nationalsozialistische blinde Jugend).
Die Blinden durften Uniform tragen, mussten aber die HJ-Armbinde durch die Blindenbinde (drei schwarze Kreise auf gelbem Tuch) ersetzen. Blinde mit schweren körperlichen Gebrechen durften die braune Uniform tragen, sich damit aber nicht in der Öffentlichkeit zeigen. „Schwachsinnige“ Blinde wurden nicht in die HJ aufgenommen.
Im Sommer 1936 wurde für den HJ-Bann B in Thüringen ein 14-tägiges Sommerlager organisiert.